# 江津インターチェンジ
江津インターチェンジ（ごうつインターチェンジ）は、島根県江津市嘉久志町にある山陰自動車道（江津道路）のインターチェンジである。

## 歴史
- 2003年（平成15年）9月21日：江津道路の当IC - 浜田JCT間開通に伴い供用開始。

## 道路
- E9 山陰自動車道（江津道路）

## 接続する道路
- 国道9号
- 島根県道330号江津インター線

## 料金所
ブース数：4

### 入口
- ブース数：2
  - ETC/一般：1
  - ETC専用：1

### 出口
- ブース数：2
  - ETC専用：1
  - 一般：1

## 周辺
- 江津市役所
- 江津警察署
- 久保川
- 島根県立しまね海洋館
- 島根県石央地域地場産業振興センター

## 隣
E9 山陰自動車道
江津IC - 江津西IC